# Chilapa (Nayarit)
Chilapa, es una localidad del estado mexicano de Nayarit. Se localiza hacia el norte del estado, en el municipio de Rosamorada. A su vez, se localiza a unos 80 km de la ciudad capital Tepic, sobre la carretera federal n.º 15.
Sobre el origen de la palabra Chilapa existen varias versiones, una de ellas afirma que se deriva del vocablo náhuatl: "chilapan" que significa Chilar en el agua.

## Límites
Limita al norte con Rosamorada, hacia el sur con Tamarindo y San Vicente, al este con Paso real del bejuco y al oeste con Colonia 18 de marzo.

## Historia
Su fundación va de la mano de la exhacienda ganadera que se encuentra ahí. La hacienda fue fundada en el año de 1713, cuando el rey de España la vendió a Dña. Francisca Ramón de Moncada por 330 monedas de oro. al paso del tiempo la hacienda tuvo diferentes dueños, a continuación se muestran algunos de los más relevantes:
1. en 1720 Diego Ramón de Moncada.
2. en 1726 Don Diego Zea.
3. en 1733 las monjas del convento de Santa María de gracia  de Guadalajara, Jalisco.
4. en 1770 Don Rodrigo Fernández de Ubiarco
5. en 1801 Pedro Nazario de Zea
6. en 1876 Domingo y Victor Aguirre hasta 1935.

La hacienda tenía en su poder 80 000 hectáreas de tierra, fue una hacienda ganadera, se decía que cuando querían novillos  se daban el lujo de escogerlos del mismo color también cuando empezaban los jornales las personas que ocupaban empleo tenían que estar presentes a las 2 de la mañana si no se quedaban sin trabajo toda la semana.
La dotación de tierras al ejido (creación del ejido de chilapa) se dio en el año de 1936 por gestiones encabezadas por los campesinos Ramón Lara, Luciano Cobarrubias Luna y Miguel López Ocegueda.
En mandato del Presidente Lázaro Cárdenas del Río, se firmó la resolución para dotar de tierras a 120 ejidatarios.
El actual casco de la hacienda se construyó entre los años de 1900 y 1904, los últimos dueños de la hacienda y que hasta la fecha les pertenece, son la familia vaqueiro, sin embargo desde hace mucho tiempo abandonaron la hacienda para emigrar a guadalajara, en estos momentos la hacienda se encuentra habitada, sin embargo se le nota el deterioro ya que tiene bastante tiempo si que se le de mantenimiento.

## Relieve

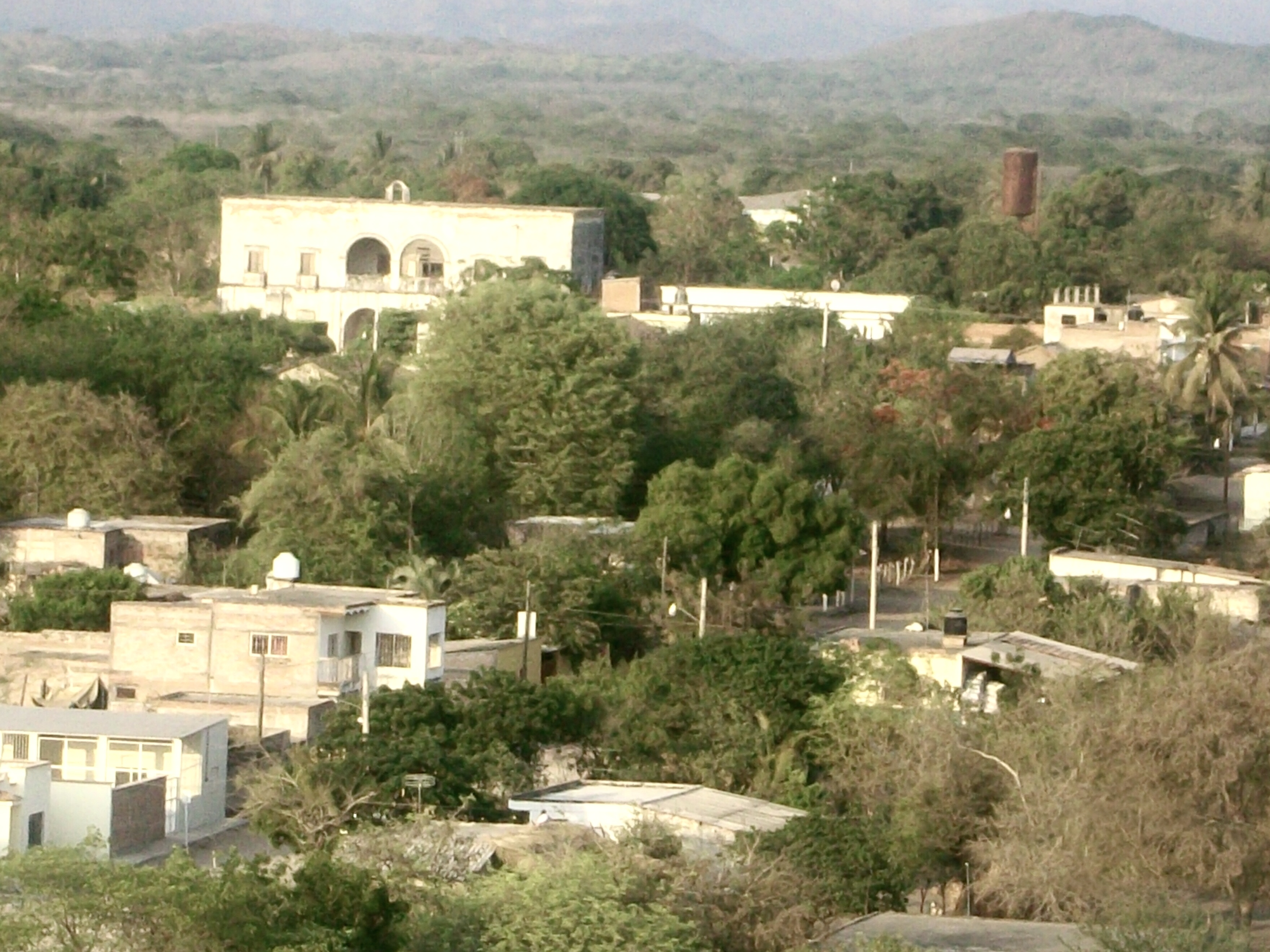
Chilapa se encuentra en Rosamorada, Nayarit

El suelo del ejido es arenoso, arcilloso con pendiente en su mayoría plana y drenaje regular. Según su aprovechamiento el terreno en su mayor parte es cultivable, aunque también se extienden muchas hectáreas de tierra para agostadero.
Del terreno cultivable existente se aprovecha más en temporada de secas(noviembre-abril) haciéndolo producir por medio del riego.
Muy poco se cultiva de temporal de aguas (de junio a octubre), ya que es poco costeable la producción.

## Demografía
Chilapa ocupa el 4.º puesto dentro de las localidades  con más población del municipio de Rosamorada.
La población total actual es de 1 953 habitantes aproximadamente, de los cuales:
-  993 son del sexo masculino
-  960 son del sexo femenino